# Латрап
Латра́п (фр. Latrape, окс. La Trapa) — коммуна во Франции, находится в регионе Юг — Пиренеи. Департамент — Верхняя Гаронна. Входит в состав кантона Рьё-Вольвестр. Округ коммуны — Мюре.
Код INSEE коммуны — 31280.

## География
Коммуна расположена приблизительно в 630 км к югу от Парижа, в 45 км к югу от Тулузы.
По территории коммуны протекает река Камедон.

## Климат
Климат умеренно-океанический. Зима мягкая и снежная, весна характеризуется сильными дождями и грозами, лето сухое и жаркое, осень солнечная. Преобладают сильные юго-восточные и северо-западные ветры.

## Население
Население коммуны на 2010 год составляло 344 человека.
| 1962 | 1968 | 1975 | 1982 | 1990 | 1999 | 2010 |
| ---- | ---- | ---- | ---- | ---- | ---- | ---- |
| 359  | 296  | 222  | 213  | 212  | 296  | 344  |

## Администрация
| Период | Период | Фамилия        | Партия                  | Примечания |
| ------ | ------ | -------------- | ----------------------- | ---------- |
| 2001   | 2008   | Кристин Альну  | Социалистическая партия |            |
| 2008   | 2020   | Жан-Луи Сегела |                         |            |

## Экономика
В 2010 году среди 227 человек трудоспособного возраста (15—64 лет) 178 были экономически активными, 49 — неактивными (показатель активности — 78,4 %, в 1999 году было 73,1 %). Из 178 активных жителей работали 152 человека (89 мужчин и 63 женщины), безработных было 26 (10 мужчин и 16 женщин). Среди 49 неактивных 13 человек были учениками или студентами, 17 — пенсионерами, 19 были неактивными по другим причинам.

## Достопримечательности
- Церковь Св. Варфоломея
- Астрономическая обсерватория «Плеяды»

## Фотогалерея

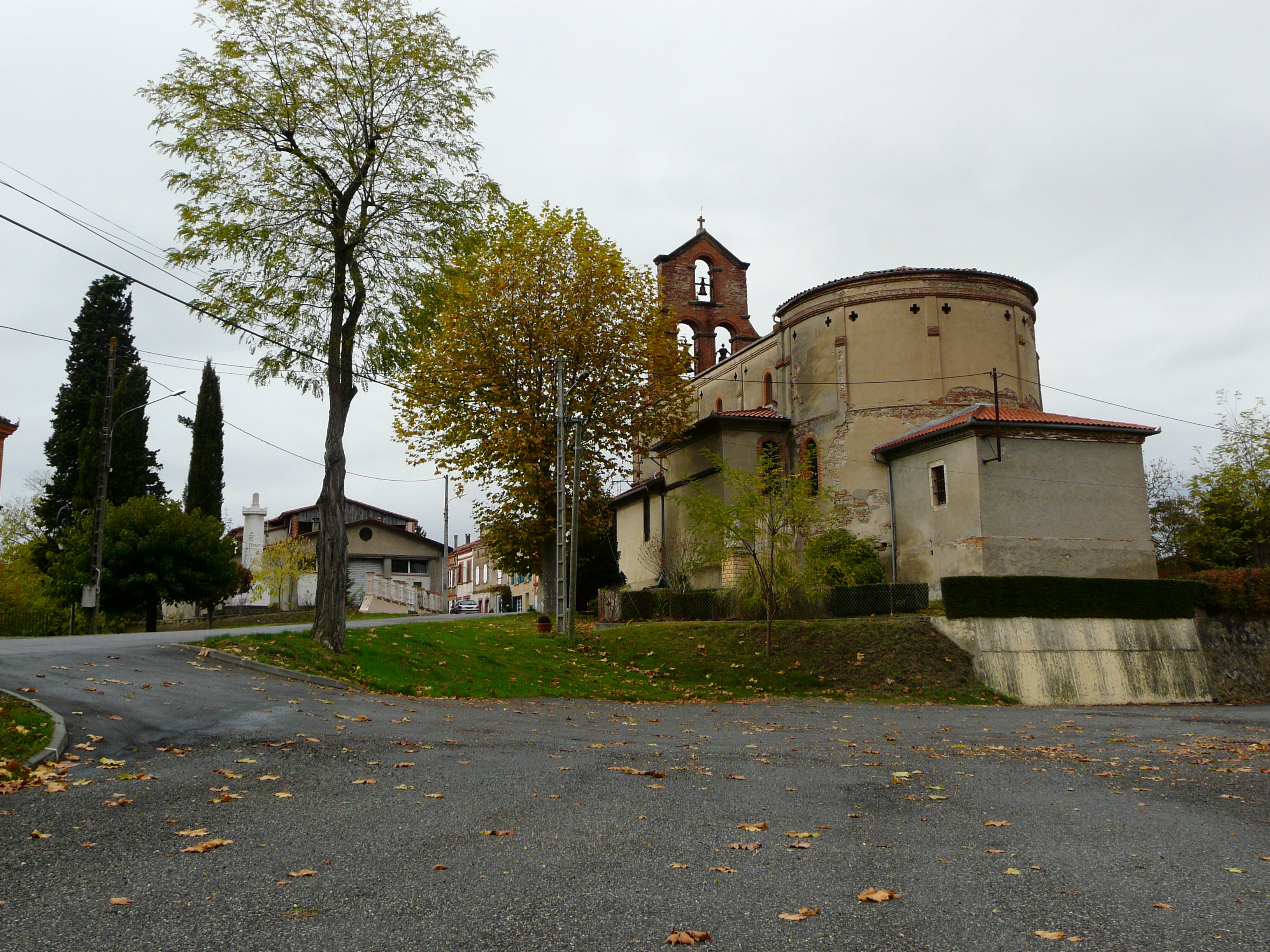
Церковь Св. Варфоломея
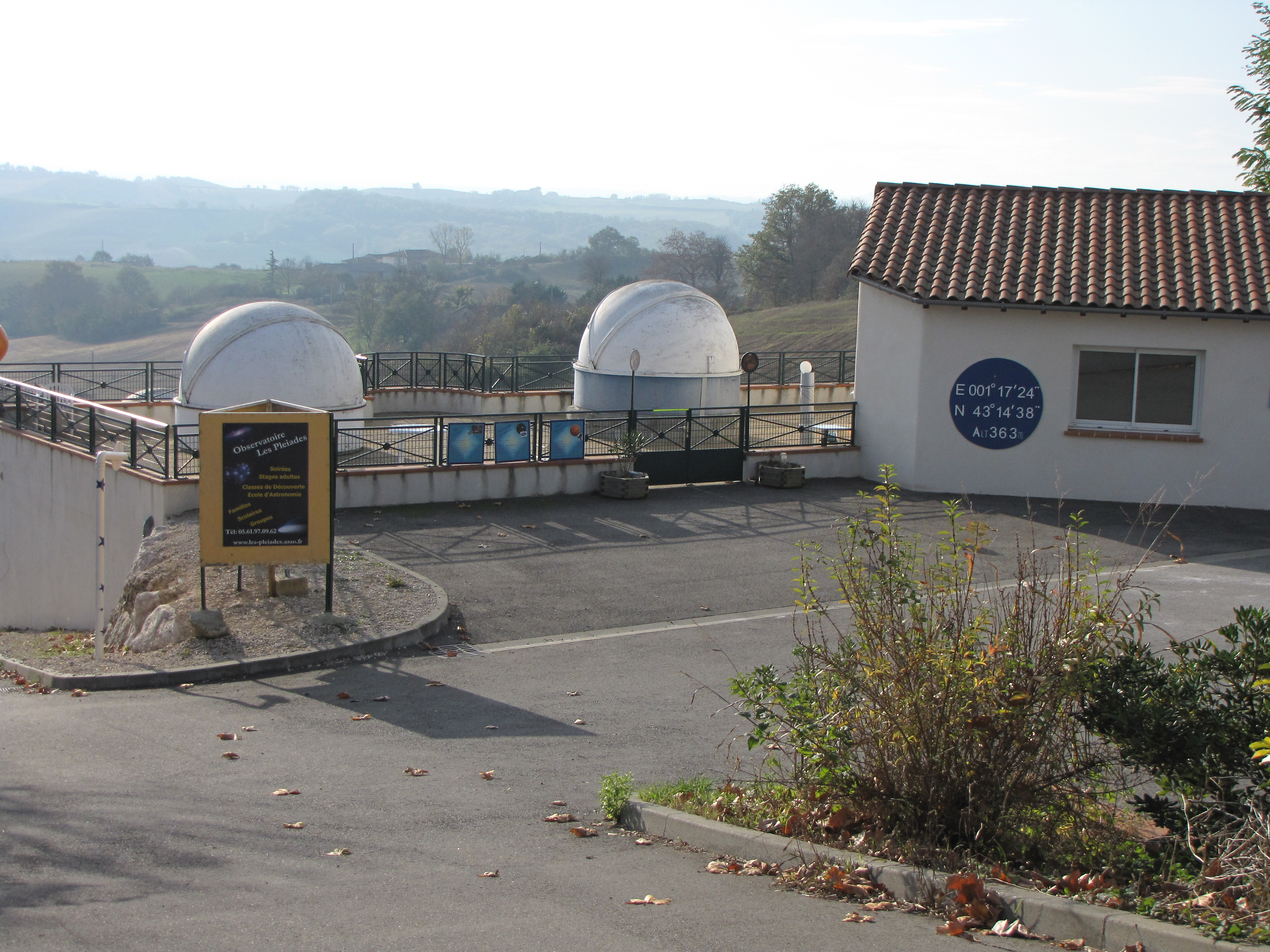
Астрономическая обсерватория «Плеяды»
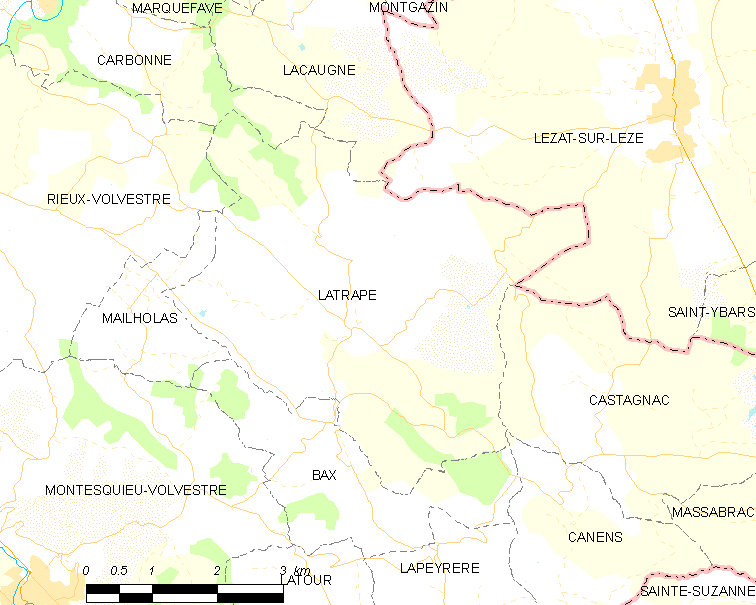
Карта коммуны